# Bull City Red
Bull City Red era el apodo con el que, en el mundo del blues, se conoce a George Washington, intérprete de tabla de lavar y guitarrista, originario de Durham, Carolina del Norte, que estuvo en activo durante los años 1930. Casi albino, adoptó su apodo del toro que aparecía en las cajetillas de tabaco de la principal fábrica de Durham, la "W.T. Blackwell's Genuine Durham Smoking Tobacco".
Fue adoptado como lazarillo por el grupo de músicos ciegos formado por Sonny Terry, Blind Boy Fuller y Gary Davis, a los que acompañaba por las calles y locales de la ciudad. Fue Red quién presentó a Brownie McGhee, al que había conocido en un viaje a Burlington. Su talento con la tabla de lavar, le permitió acompañar a un gran número de artistas.
Grabó discos entre 1935 y 1939, con resultados destacados con el washboard (tabla de lavar), tal vez los mejores registros existentes de este instrumento.